# الملك صبير
الملك صبير الحنِّكابي الشايقي. آخر ملوك الأشراف الحنِّكاب الشايقية، وكانت عاصمة مُلكه حنِّك قرب البرصة. قاوم الملك صبير مع ملوك الأشراف الشايقية الغزو التركي في معركتي كورتي وجبل الضيقة أواخر عام 1820م، وبعد ذلك انضم للجيش التركي وصاحب إسماعيل باشا إلى أعالي النيل الأزرق عام 1821م.